# Fossey River
Der Fossey River ist ein Fluss im Nordwesten des australischen Bundesstaates Tasmanien.

## Geografie

### Flusslauf
Der fast 18 Kilometer lange Fossey River entspringt an den Nordhängen des Mount Pearse südöstlich der Kleinstadt Waratah. Er fließt nach Osten und unterquert den Murchison Highway. Rund anderthalb Kilometer westlich der Siedlung Guildford mündet er in den  Hellyer River.

### Nebenflüsse mit Mündungshöhen
- Westwing Creek – 617 m[1]